# Itajuípe (ort)
Itajuípe är en ort i Brasilien.   Den ligger i kommunen Itajuípe och delstaten Bahia, i den östra delen av landet, 900 km öster om huvudstaden Brasília. Itajuípe ligger 94 meter över havet och antalet invånare är 15 516.
Terrängen runt Itajuípe är platt österut, men västerut är den kuperad. Runt Itajuípe är det tätbefolkat, med 343 invånare per kvadratkilometer.. Närmaste större samhälle är Itabuna, 15,7 km sydost om Itajuípe.
I omgivningarna runt Itajuípe växer i huvudsak städsegrön lövskog.